# Vetenskapsåret 1855

## Händelser
- 10 maj - Robert Wilhelm Bunsen uppfinner Bunsenbrännaren.
- 15 maj - Världsutställningen 1855 öppnas vid Champs-Élysées i Paris.
- James Clerk Maxwell förenar elektricitet och magnetism till en teori om elektromagnetismen och visar att ljuset är en elektromagnetisk vågrörelse.

### Biologi
- Okänt datum - Robert Remak publicerar Untersuchungen über die Entwickelung der Wirbelthiere i Berlin, med bevis för celldelning, vilket får stöd (men inte erkännande) av Rudolf Virchow.[1][2]

### Paleontologi
- Okänt datum - Det första fossilet av archaeopteryx hittas i Bayern, men kommer inte identifieras förrän 1970. [3]

## Pristagare
- Copleymedaljen: Léon Foucault, fransk fysiker.
- Wollastonmedaljen: Henry Thomas de la Bèche, brittisk geolog [4]

## Födda
- 5 januari - King Camp Gillette (död 1932), amerikansk affärsman och uppfinnare.
- 21 januari - John Moses Browning (död 1926), amerikansk uppfinnare.
- 28 januari - William Seward Burroughs (död 1898), amerikansk uppfinnare av en additionsmaskin.
- 13 mars - Percival Lowell (död 1916), amerikansk astronom.
- 5 november - Léon Teisserenc de Bort (död 1913), fransk meteorolog.

## Avlidna
- 23 februari - Carl Friedrich Gauss (född 1777),  tysk matematiker och fysiker.
- 13 april - Henry Thomas de la Bèche (född 1796), geolog.
- 7 juni – Friederike Lienig (född 1790), lettisk (balttysk) entomolog.
- 8 juli - William Edward Parry (född 1790), brittisk amiral och polarforskare.

### Fotnoter
1. ↑  Virchow, R. Archiv fÜr pathologische Anatomie und Physiologie und fÜr klinische Medicin 8 (1855).
2. ↑  Lagunoff, David (26 februari 2002). ”A Polish, Jewish Scientist in 19th-Century Prussia”. Science "298":  s. 2331. doi:10.1126/science.1080726. http://www.sciencemag.org/content/298/5602/2331.full.
3. ↑  Carroll, Sean B. (2009). Remarkable Creatures: epic adventures in the search for the origins of species. London: Quercus. sid. 172-4
4. ↑  ”Geological Society”. Arkiverad från originalet den 5 juni 2011. https://web.archive.org/web/20110605102217/http://www.geolsoc.org.uk/gsl/society/history/page750.html. Läst 13 april 2011.